# Phymatosorus scolopendria
Phymatosorus scolopendria là một loài thực vật có mạch trong họ Polypodiaceae. Loài này được (Burm. f.) Pic. Serm. miêu tả khoa học đầu tiên năm 1973..Loài dương xỉ này mọc hoang ở vành đai Tây Thái Bình Dương từ Úc đến New Caledonia đến Fiji và khắp Nam Thái Bình Dương đến Polynesia thuộc Pháp.
Nó được giới thiệu ở Hawaii vào cuối những năm 1910 và sau đó đã nhập tịch nhanh chóng. Nó được tìm thấy trên tất cả các đảo chính.  Tên Hawaii của nó là lauaʻe  được cho là ban đầu được dùng để chỉ loài dương xỉ bản địa Microsorum . 
Tên khoa học M. scolopendria đã bị áp dụng sai cho Microsorum Grossum (và các từ đồng nghĩa của chúng trong Phymatosorus ). 

## Hình ảnh

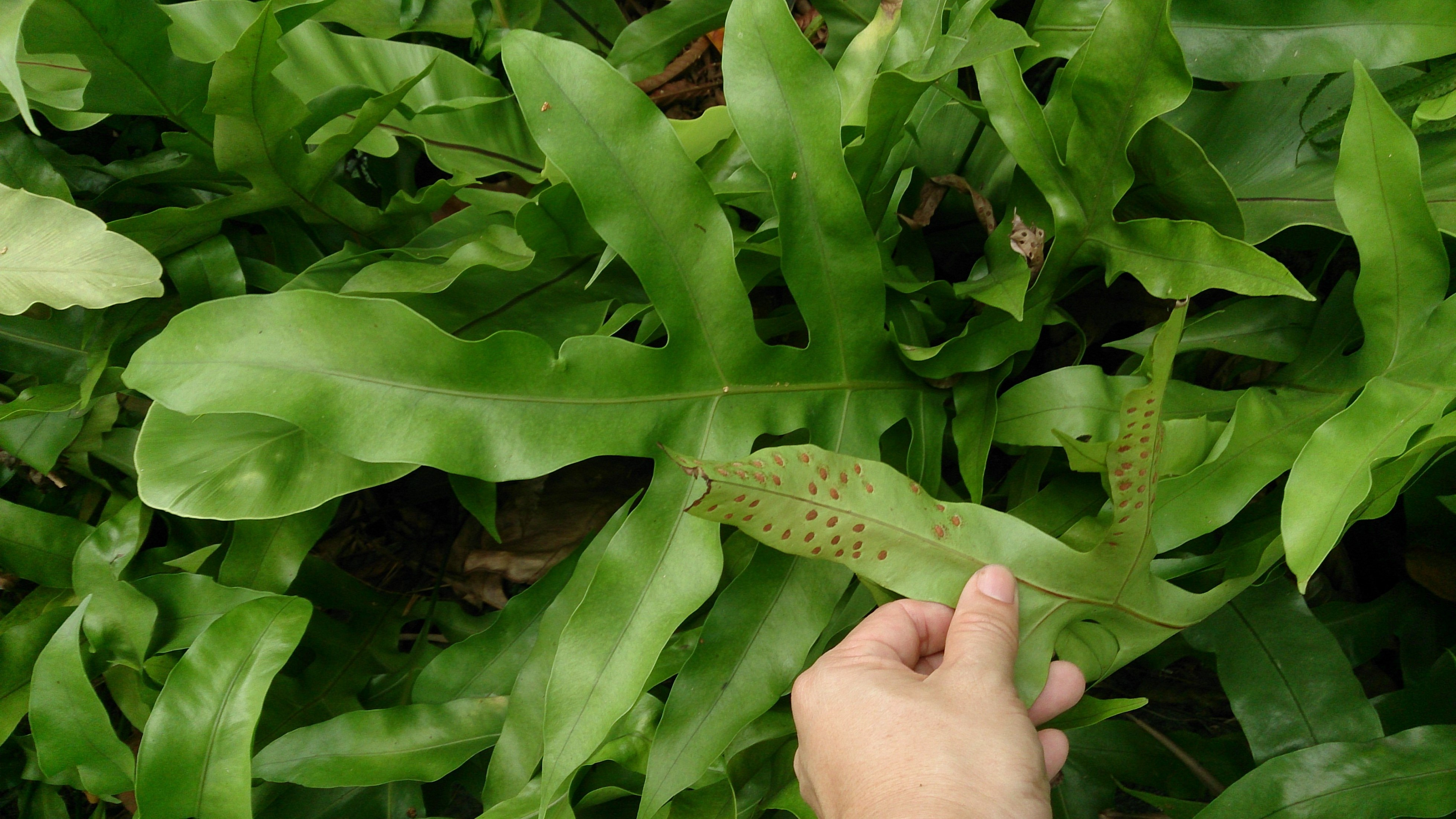
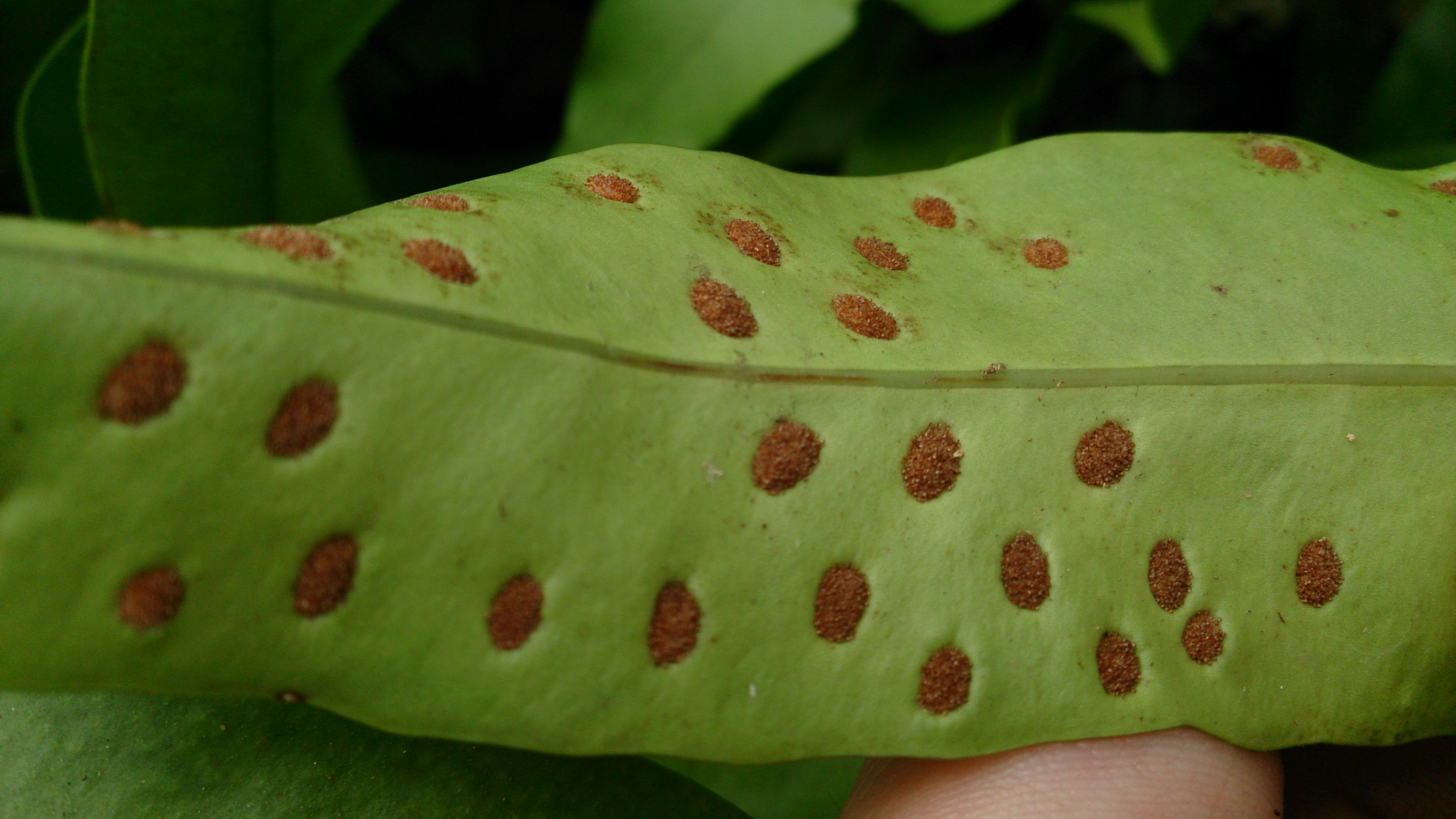
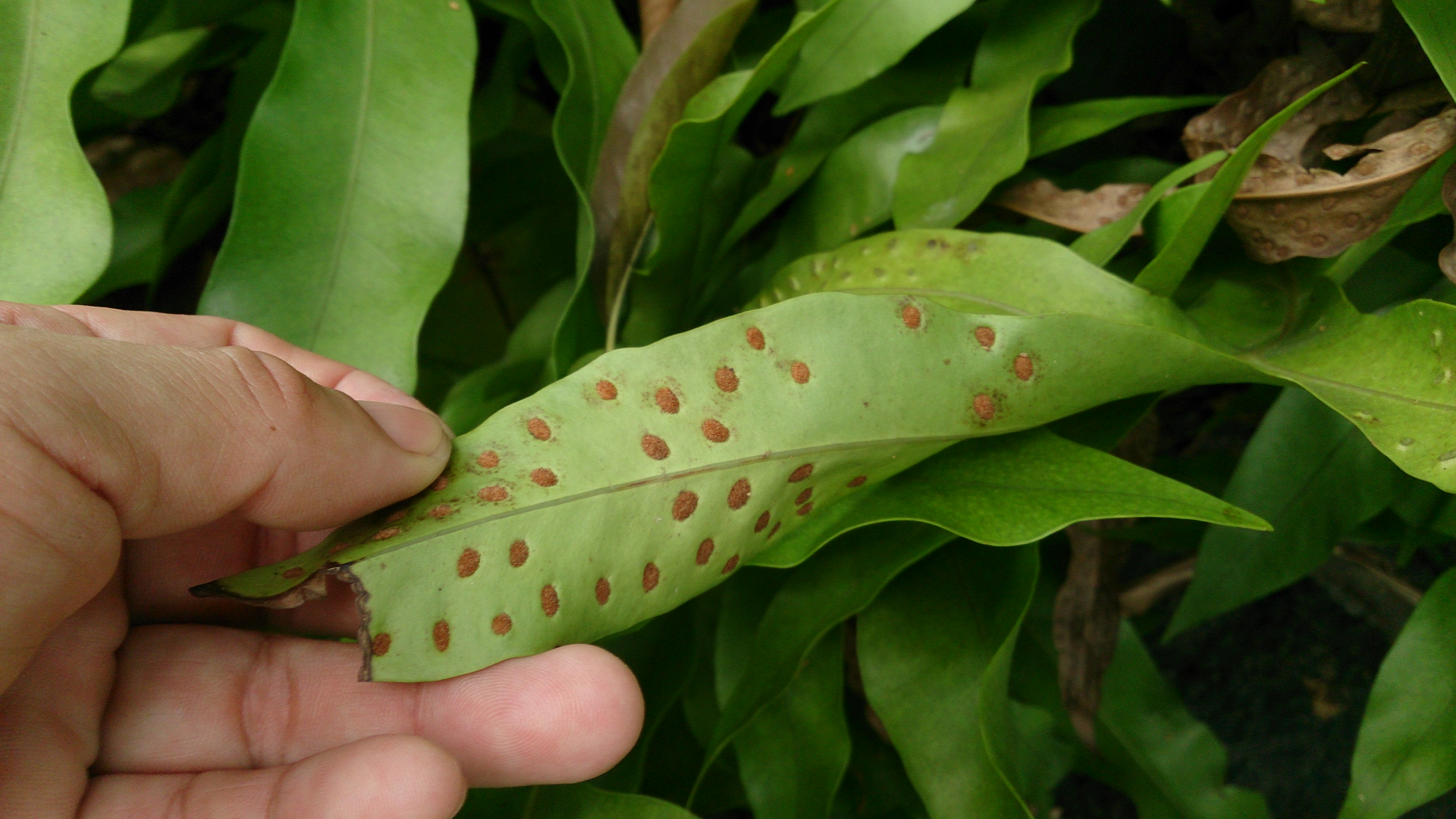
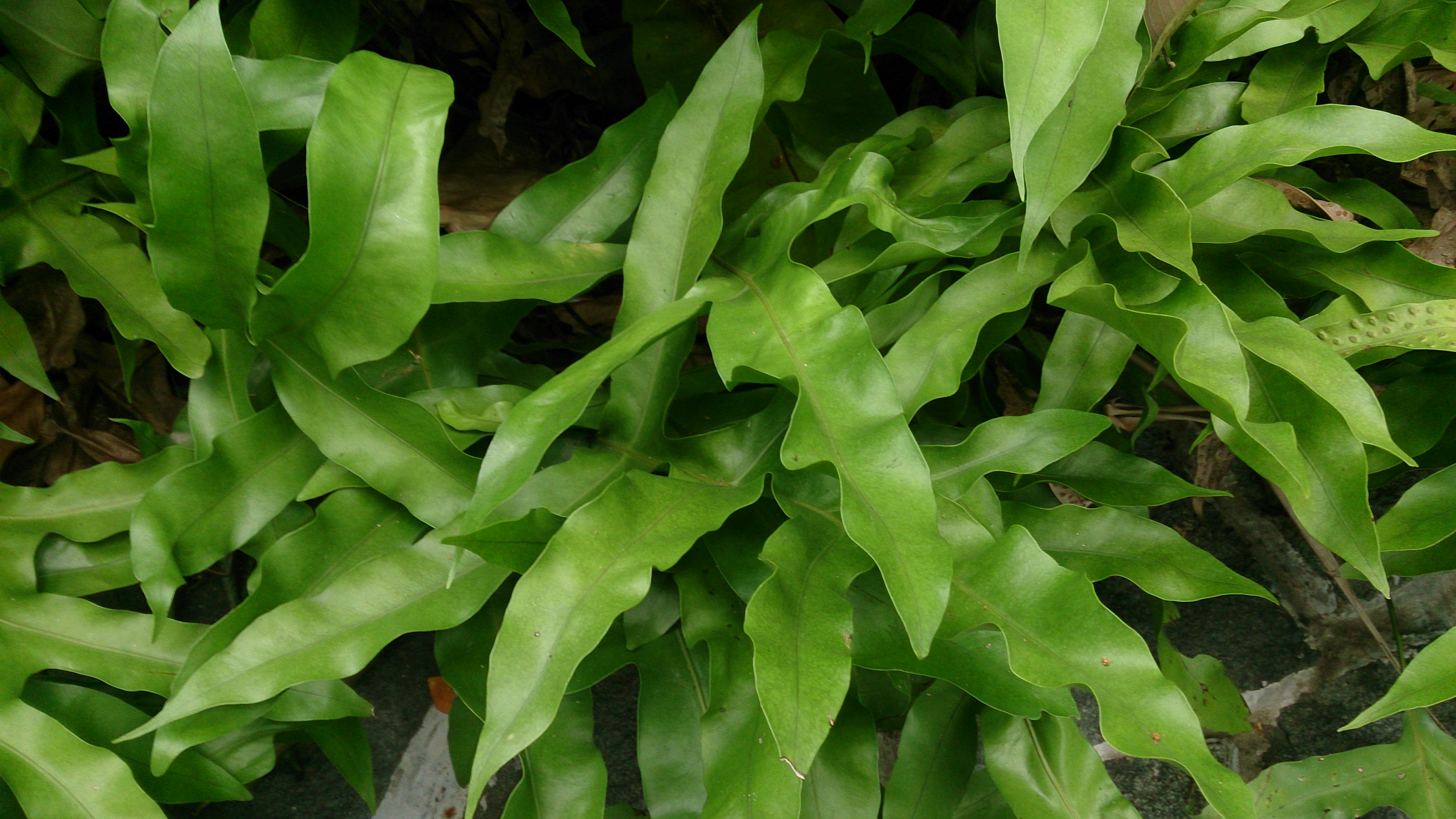